# Ayegui
Ayegui è un comune spagnolo di 1 072 abitanti situato nella comunità autonoma della Navarra.
Ospita il romanico monastero di Irache nei cui pressi si svolsero nel 1976, ovvero nel corso della transizione spagnola, i Fatti di Montejurra durante l'annuale raduno carlista.

## Geografia fisica
Confina coi comuni di Aberin, Allín, Dicastillo, Estella e Igúzquiza. Da Dicastillo è separato in direzione SSE dal Montejurra. Estella, il capoluogo è a Nord-est la stessa strada lo collega verso sud ovest a Irache.